# اوزلم باشیورت
اوزلم باشیورت (انگلیسی: Özlem Başyurt؛ زادهٔ ۲۰ سپتامبر ۱۹۷۱) بازیکن سابق فوتبال و مربی بسکتبال زن اهل ترکیه است.
وی همچنین در تیم ملی فوتبال زنان ترکیه بازی کرده‌است.